# Nouvelle Démocratie (Suède)
Pour les articles homonymes, voir Nouvelle démocratie.
 (novembre 2015).
Si vous disposez d'ouvrages ou d'articles de référence ou si vous connaissez des sites web de qualité traitant du thème abordé ici, merci de compléter l'article en donnant les références utiles à sa vérifiabilité et en les liant à la section « Notes et références ».
Nouvelle Démocratie (en suédois : Ny Demokrati, abrégé NyD) est un ancien parti politique suédois ayant siégé au Riksdag entre 1991 et 1994.

## Histoire
Parti populiste de droite, il est fondé au printemps 1991 par Ian Wachtmeister et Bert Karlsson. Il mène une campagne pendant les élections générales de la même année, articulée sur d'importantes réformes économiques et sur une politique d'immigration restrictive. Son programme économique, centré sur l'importance de l'esprit d'entreprise et la réduction des formalités administratives, a été généralement perçu comme de centre droit.
Les critiques formulées à l'égard de NyD, en particulier de la part de la classe politique traditionnelle qui se sentait menacée, l'accusaient de populisme et de xénophobie, et à quelques occasions de racisme. Les candidats du parti s'élevaient en retour contre les politiciens « crocodiles », surnommés ainsi parce que, selon ces mêmes candidats, ils avaient « tous une bouche mais pas d'oreilles. »
Bien que fondée moins d'un an avant l'élection, Nouvelle Démocratie a connu une percée fulgurante dans les sondages. Ian Wachtmeister et Bert Karlsson ont organisé une campagne inhabituelle, devenant connus pour tenir leurs discours perchés sur des caisses de bière. Au cours de l'été 1991, certaines enquêtes d'opinion l'ont crédité de 10 % des intentions de vote. Ces prévisions se concrétisent en partie lors du scrutin du 15 septembre 1991, au cours duquel le parti rassemble 6,7 % des suffrages exprimés et fait son entrée au Riksdag avec 25 sièges. Au cours d'une émission télévisée consacrée à la soirée électorale, Bengt Westerberg, leader des Libéraux, a quitté le studio de télévision quand Ian Wachtmeister y a fait son entrée, pour protester contre les politiques d'immigration prônées par Nouvelle Démocratie.
L'entrée de NyD au Riksdag a eu pour effet de faire basculer la majorité politique à droite, et le nouveau chef du gouvernement, le modéré Carl Bildt, a été contraint d'accepter son soutien à contrecœur. À la veille des élections générales de 1994, le parti a implosé et Ian Wachtmeister et Bert Karlsson l'ont tous deux quitté. Sans eux, Nouvelle Démocratie n'a pas obtenu un appui suffisant pour maintenir sa représentation parlementaire, en s'effondrant à 1,4 % des voix, alors même que le Riksdag repasse à gauche. Par la suite, des querelles internes ont définitivement miné l'organisation du parti au niveau national.
En prévision des élections de 1998, une ligue de jeunes, Ny Ungdom (Nouvelle Jeunesse), a été fondée. Elle n'a jamais obtenu aucune importance.
Le parti a cessé d'exister quand il a été déclaré en faillite le 25 février 2000. Il avait pour logo une tête souriante au teint jaunâtre.